# ألوي إيمودين
ألوي إيمودين أو إيمودين الصبار (بالإنجليزية:Aloe emodin) ويسمى أيضاً (1،8-ثنائي هيدروكسي -3 (هيدروكسي ميثيل) أنثراكينون) وهو أنثراكينون وأيزومر من إيمودين موجود في لاتكس الصبار ، وهو إفراز من نبات الصبار. له مفعول منشط قوي وملين.  لا يعتبر إيمودين الصبار مسرطنًا عند وضعه على الجلد ، على الرغم من أنه قد يزيد من مسببات السرطان لبعض أنواع الإشعاع. 
تم العثور على ألوي إيمودين في هلام ، نسغ أو أوراق الصبار ، سوكوترين الصبار ، باربادوس الصبار ، والزنجبار ، لحاء فرانجولا (فرانجولا النوس) وكسكارا ساجرادا (فرانجولا بورشيانا) ، أوراق سينا (كاسيا أنجستيفوليا) ، وجذمور الراوند (راوند زائف). لم يتم العثور على الألوي-إيمودين في صبار ناتال.